# Michail Popov
Michail Grigorevich Popov, född den 17 april 1893 i Volsk, död den 18 december 1955 i Sankt Petersburg, var en rysk botaniker.
Auktorsnamnet Popov kan användas för Michail Popov i samband med ett vetenskapligt namn inom botaniken; se Wikipediaartiklar som länkar till auktorsnamnet.